# Marian Díez Picó
Marian Díez Picó (Monòver, 1972) és una escriptora, monologuista i gestora cultural valenciana. És coneguda principalment per la seva obra literària, havent estat guardonada amb el Premi Enric Valor de novel·la en valencià l'any 2020 per la seva novel·la No t'ho diré mai.

## Biografia i trajectòria
Llicenciada en Sociologia per la Universitat d'Alacant, Marian Díez Picó compagina la seva tasca com a escriptora amb la seva feina com a programadora cultural a l'Ajuntament de Monòver.
Va iniciar la seva trajectòria el 2002 amb la publicació de Sempre plou quan no hi ha escola, una col·lecció de monòlegs que va comptar amb un pròleg d'Andreu Buenafuente. Durant els anys següents, va realitzar actuacions de monòlegs en diverses localitats de la Comunitat Valenciana i va participar en programes de televisió.
El 2017, va reprendre la seva activitat literària i escènica. En aquesta nova etapa, va continuar com a columnista al diari La Veu i va participar en programes d'À Punt Televisió, com Assumptes interns i Comediants. També va desenvolupar projectes teatrals, incloent Xe, de poble, i va participar en rutes teatralitzades.
Des de març de 2024, forma part de la comissió executiva de l'AGCPV (Associació de Gestors Culturals del País Valencià).

## Obra literària
- No t'ho diré mai (Bromera, 2021),[6] Premi Enric Valor de novel·la en valencià 2020.[7]
- Sempre plou quan no hi ha escola (2002), recull de monòlegs.
- Parlar sol, 30 monòlegs (2003), una recopilació coordinada per Enric Company, en la qual també va contribuir amb l'epíleg.
- La ràdio a Monòver 1947-1965 (2004).
- Una boda poc convencional (Bromera, 2022).